# 南國玫瑰圓舞曲
南國玫瑰（德語：Rosen aus dem Süden），作品388，是小约翰·施特劳斯作于1880年的一支圆舞曲。它是根据施特劳斯本人所作轻歌剧《女王束带裡的手帕》的选曲改编而成，同年10月1日在维也纳首演。后来还曾被改编成钢琴曲。

## 分析
依照工具書《管弦樂作品手冊》指示，本曲配器可簡記為"*2 2 2 2—4 2 3 0—tmp+3—hp—str"。

## 外部連結
- 《南國玫瑰》：国际乐谱典藏计划上的乐谱